# Meine Welt (сингл)
«Meine Welt» (нем. Мой мир) — четырнадцатый сольный сингл Тилля Линдеманна, известного как вокалиста группы Rammstein. Релиз состоялся 20 декабря 2024 года на немецком лейбле Out of Line Music. Композитором и продюсером сингла выступил немецкий музыкант Николас Людвиг.
Пока неизвестно, будет ли песня отдельным синглом или синглом к альбому. Слова на обложке, Kill Till (англ. Убейте Тилля), можно проинтерпретировать как отсылку к таким же лозунгам на транспарантах протестующих, в 2023 году обвинявших Тилля Линдеманна в массовых изнасилованиях.
Такое же название получил анонсированный в ноябре 2024 года грядущий сольный тур Линдеманна, который должен начаться осенью 2025 года. Meine Welt, меж тем, вошла в список «6 best new songs right now: 12/20/24» (англ. топ 6 лучших новых песен прямо сейчас: 20 декабря 2024) журнала Revolver.

## Видеоклип
Клип на песню был выпущен на официальном YouTube музыканта 28 марта 2025 и сопровождался несколькими тизерами. Сам клип был снят в городе Компьень в начале марта 2025. Монтаж был выполнен при использовании искусственного интеллекта, режиссёром выступил Кевин Бодин.